# Капустинцы (Чортковский район)
Капустинцы (укр. Капустинці) — село в Нагорянской сельской общине Чортковского района Тернопольской области Украины.
Население по переписи 2001 года составляло 494 человека. Почтовый индекс — 48564. Телефонный код — 3552.